# Национальная система автомагистралей США

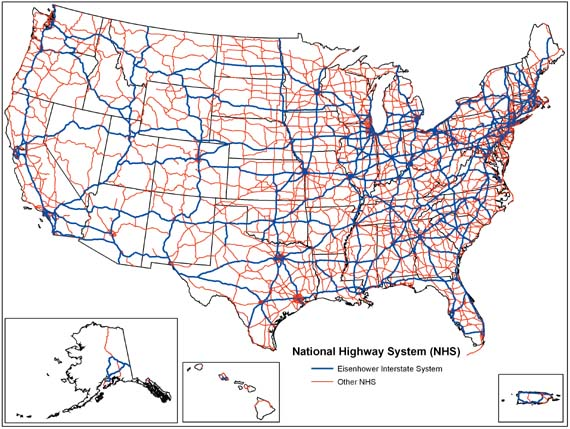
Схема системы

Система национальных шоссе (NHS) представляет собой сеть стратегических дорог в Соединенных Штатах Америки, в том числе системы шоссейных дорог и других дорог, обслуживающих крупные аэропорты, порты, железные дороги или автотранспортные терминалы, железнодорожные станции, терминалы трубопроводов и других стратегические объекты транспорта. В целом это составляет самую большую систему шоссе в мире.
Отдельные штаты предлагают сосредоточить федеральные средства на повышение эффективности и безопасности этой сети. Дороги в рамках системы были определены Департаментом транспорта Соединенных Штатов в сотрудничестве со штатами, местными чиновниками, и плановыми столичные организациями и одобрен Конгрессом США в 1995 году.

## Законодательство
В 1991 году Актом об эффективности интермодальных транспортных перевозок были определены ключевые маршруты и сеть шоссейных дорог.
Закон от 1995 года о назначении системы национальных дорог был принят Конгрессом США и подписан Президентом США Биллом Клинтоном 28 ноября 1995 года. Этот закон включил 160 955 миль (259 032 км) дорог, включая Систему межштатных автомагистралей, в Систему национальных шоссе.
Помимо определения системы, данный закон позволял достичь и других целей, в том числе и направление $ 5,4 млрд на финансирование Департаментов дорог штатов, дает Конгрессу право приоритетности в выборе проектов развития и эксплуатации дорожной сети, отменил все федеральные ограничения контроля скорости контроля.
В соответствии с законом в рамках пилотной программы был создан Банк инфраструктуры штатов. В 1996 году были выбраны десять штатов для отработки нового способа финансирования дорожного хозяйства. Инфраструктурный банк и коммерческие банки совместно с федеральным правительством и частным сектором предоставляли кредитные ресурсы на развитие сети, оплатой по кредитам служили сборы от проезда по шоссе и налоговые поступления. В 1997 году ещё 28 штатов стали частью программы. Первым штатом, который был включён в программу стал штат Огайо. Преимуществом участия в программе был более быстрый срок строительства, однако были и проблемы ввиду отсутствия законов на уровне штатов и отсутствия соответствующих проектов расширения дорожной сети.

## Обзор

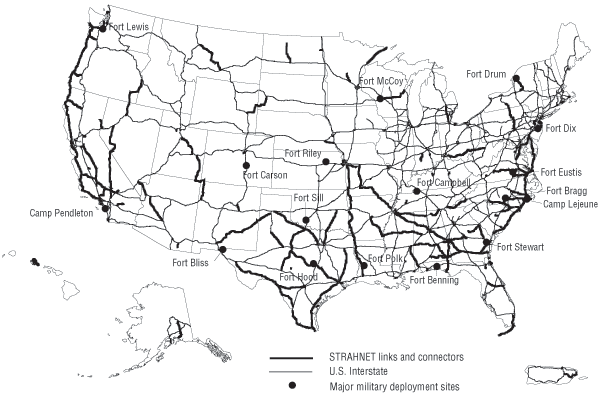
A map of the Strategic Highway Network, one component of the NHS.

По данным Федерального управления шоссейных дорог США, Система национальных шоссе включает в себя более 160 000 миль дорог, важнейших для развития экономики, обороны США, и включает в себя:
- Систему межштатных автомагистралей США;
- Сети стратегических автомобильных дорог (STRAHNET), что имеет важное значение стратегической оборонной политики США;
- Доступ к 207 аэропортам, 198 морским портам, 190 терминалам железных и автомобильных дорог, 67 железнодорожным вокзалам, 58 трубопроводам терминалов, а также к 82 междугородным автобусным терминалам, 307 остановок общественного транспорта, 37 паромным терминалам и 20 многоцелевым пассажирским терминалам[5].

Система включает в себя всего 4 % дорог страны, но обеспечивает более 40 % всего дорожного движения, 75 % движения тяжелых грузовиков, и 90 % туристического потока. Все городские районы с населением свыше 50 000 человек и около 90 % населения Америки живут в пределах 5 миль (8,0 км) от дорог сети, которая является наибольшей в мире..